# Jorge de Lencastre, Duque de Torres Novas
D. Jorge de Lencastre (1594-1632), foi 3º Marquês de Torres Novas e 1º Duque de Torres Novas. Era o primogénito dos terceiros Duques de Aveiro, D. Juliana e D. Álvaro de Lencastre, que eram primos entre si.
Entre as honras especiais que Filipe I de Portugal deu à Casa de Aveiro, incluí-se a concessão, em 1619, do título de Duque de Torres Novas, atribuído ao herdeiro do Duque de Aveiro, em vida de seu pai. D. Jorge foi o primeiro a usar este título.

## Casamento e Descendência
Casou com Ana Manrique de Cárdenas, filha de D. Bernardo de Cárdenas, 3.° Duque de Maqueda, e D. Luísa Manrique de Lara, 5.ª Duquesa de Naxera. Deste casamento nasceram:
1. Raimundo de Lencastre (ca. 1620-1665 ou 1666, Cádiz), 4.º Duque de Aveiro;
2. Maria de Guadalupe de Lencastre Cardenas Manrique (Azeitão 1630-7.2.1715 Madri), 6.ª duquesa de Aveiro;
3. João (1633-1659);
4. Luísa (nascida e morta em 1632).